# Tunnels de Bouzegza
Les tunnels de Bouzegza sont des tunnels autoroutiers, percés sous le mont Bouzegza, reliant Lakhdaria à Larbatache. Composés de deux tunnels consécutifs d'une longueur 1,75 km pour le premier et 0,72 km pour le deuxième. Les tunnels de Bouzegza sont constitués de deux tubes.

## Historique
Ils furent livrés en octobre 2010 et mis en service fin novembre 2011 sans les appareils d'extraction de fumée ni les équipements de lutte contre les incendies. Le tunnel avait été fermé à la circulation un mois plus tard pour permettre aux  entreprises de procéder à l'installation de dispositifs anti-incendie, des caméras de surveillance et des appareils d’aération et ont été officiellement ouverts aux poids lourds le 24 novembre 2013 en présence du ministre des Travaux publics, Farouk Chiali.

## Caractéristiques
Le premier tunnel d'un linéaire de 1 750 m pour le tube droit et 1 790 m pour le tube gauche. Le second tunnel, d'un linéaire de 720 m pour le tube droit, et 738 m pour le tube gauche.